# Сидоренко, Виктор Дмитриевич (учёный)
Виктор Дмитриевич Сидоренко (род. 29 января 1957, Полесское, Житомирская область) — советский и украинский учёный в области горного дела, горный инженер-геодезист. Доктор технических наук (2000), профессор (2002). Академик Академии горных наук Украины. Лауреат Государственной премии Украины в области науки и техники (2006).

## Биография
Родился 29 января 1957 года в селе Полесское Коростенского района Житомирской области.
В 1982 году окончил Криворожский горнорудный институт, где после окончания работал ассистентом, преподавателем, доцентом, в 1982—1985 годах — секретарь комитета комсомола, с 1991 года — секретарь партийного комитета, в 1989—2000 годах — декан маркшейдерско-геодезического факультета, с 2000 года — проректор по научной работе, с 2008 года — заведующий кафедрой геодезии.

## Научная деятельность
Специалист в области горного дела и геодезии. Автор более 200 научных работ.
Разработал принципиально новые измерительные устройства высокой точности, положенные в основу создания информационных центров маркшейдерско-геодезического обеспечения горнодобывающих регионов. Основоположник нового научного направления в маркшейдерско-геодезическом приборостроении.

### Научные труды
- Волоконно-оптические системы в маркшейдерско-геодезических измерениях. — Кривий Ріг, 2003.
- Геодезія і маркшейдерія. — Кривий Ріг, 2008 . — Т. 12 (в соавторстве).
- Новые направления в маркшейдерии. — Кривий Ріг, 2010 (в соавторстве).

## Награды
- Государственная премия Украины в области науки и техники (2006) — за научную работу «Комплекс ресурсо- и энергосберегающих геотехнологий добычи и переработки минерального сырья, технических средств их мониторинга с системой управления и организации горнорудных производств»;
- Нагрудный знак «Отличник образования» Министерства образования и науки Украины (1997);
- Нагрудный знак «За научные достижения» Министерства образования и науки Украины (2007);
- Почётная грамота Верховной рады Украины (2010);
- Грамота Кабинета Министров Украины;
- Благодарность Премьер-министра Украины;
- Благодарность Кабинета Министров Украины (2009)
- Почётная грамота Днепропетровского областного совета (2007)
- Почётный знак отличия председателя Днепропетровского областного совета (2008)
- Знак «За заслуги перед городом» (Кривой Рог) 3-й (2007) и 2-й степени (2011).